# Gouzon
Gouzon é uma comuna francesa na região administrativa da Nova Aquitânia, no departamento de Creuse. Estende-se por uma área de 50,03 km². Em 2010 a comuna tinha 1 596 habitantes (densidade: 31,9 hab./km²).